# José María Valencia Orduña
José María Valencia Orduña (14 de febrero de 1891– 23 de enero de 1985) fue precursor del movimiento fundacional del municipio de Doctor Mora, Guanajuato, jefe de las Guardias Civiles en la Congregación de Charcas, presidente municipal de San José Iturbide, diputado local ante el Congreso del Estado de Guanajuato y presidente municipal de Doctor Mora, entre otros puestos.

## Primeras actuaciones ciudadanas
En 1918 la región se vio azorada por salteadores de caminos y gavillas de ladrones bajo las órdenes de Saturnino Cedillo, que llegaban al pueblo a saquear tiendas y casas, llevándose mercancías, animales y en algunas ocasiones mujeres de la población. Después de varias visitas, José María Valencia Orduña organizó a la gente del pueblo para su defensa.

## La época cristera
El 24 de marzo de 1929, Domingo de Ramos, rebeldes cristeros encabezados por el General Manuel Frías decidieron atacar la Congregación de Charcas (como se llamaba antes la actual localidad de Doctor Mora), pero encontraron a los pobladores organizados y armados.
La principal escaramuza fue en la plaza pública, entre el Palacio Municipal y la Parroquia principal, con los vecinos colocados estratégicamente en las torres de la iglesia y las azoteas de las casas que rodean la explanada. La batalla comenzó a las 5:00 h, prolongándose hasta el mediodía, en que los rebeldes se retiraron ante el temor de la llegada de refuerzos militares.
La defensa consistió de 30 vecinos armados, los que conformaban la defensa civil, entre los cuales Don Ismael Valencia Ramírez, hijo único de Don José María, recuerda los siguientes:
Remedios Alvarado, Marcial Amador, Consuelo Basaldúa, Samuel Basaldúa, Jesús Conde, Jesús Domínguez, Mauro Estrada, Juan García, Dolores Hernández, José López, Bartolo Lugo, Juan Lugo, Cipriano Martínez, Isaac Martínez, Genaro Mendez, Herculano Mendez, Felipe Pérez, Samuel Pérez, Donato Reséndiz, Apolinar Ríos, Daniel Ríos, Eufemio Salinas, Antonio Valencia y Bernardo Valencia.

## El movimiento fundacional
En 1933, siendo diputado local suplente del Distrito XV al Congreso de Guanajuato, logró la construcción de la presa "Melchor Ortega", nombrada así en honor del gobernador del estado, y de la escuela primaria urbana "General Lázaro Cárdenas”, llamada así en reconocimiento al entonces candidato a la Presidencia de la República, quien colocó la primera piedra.
En 1935, siendo ya diputado propietario en la XXXV Legislatura Estatal logró que el Congreso del Estado y el gobernador Melchor Ortega, autorizaran que la Congregación de Charcas se separara del municipio de San José Iturbide y se elevara a la misma categoría que éste. 
Sin embargo, la desestabilidad política originada por la salida de Calles del país y la posterior purga realizada por el cardenismo, originaron que en 1939 se desconociera al Municipio Libre de Charcas y regresara a su anterior estatus. 
Nuevamente una representación popular encabezada por Don José María Valencia, elevó su reclamo ante las autoridades estatales y federales, logrando recuperar la categoría perdida y surgiendo así como el municipio más joven del estado de Guanajuato, el 7 de agosto de 1949 con el nombre de Municipio Libre de Doctor Mora.

## El Trabajo por el Bien Comunitario
En 1951, sin tener representación oficial pero respaldado por los vecinos principales y progresistas, logró la introducción de la energía eléctrica a la cabecera municipal y las principales comunidades. 
En los años de 1958 a 1960, siendo alcalde, acondicionó el edificio de la presidencia municipal y logró que se aprobara el proyecto del primer pozo profundo para extracción de agua potable de la cabecera municipal. De igual manera, sus gestiones ante el gobierno federal y ante el gobernador del estado, Dr. Jesús Rodríguez Gaona, lograron que se construyera la carretera que hoy une a la cabecera con la carretera México-Piedras Negras (Actualmente la autopista federal n.º 57, Querétaro - San Luis Potosí).

## Últimos Días
Dedicado al comercio desde su tienda a un costado de la iglesia y de frente a la presidencia municipal, falleció el 23 de enero de 1985.

## Honores
El primer cronista del municipio, Bernardo Valencia Orduña, ubica en su monografía del municipio, publicada el 30 de junio de 1966, a los benefactores del pueblo de Doctor Mora, poniendo en primer lugar a Agustín González de Cossio y en segundo y último lugar, a José María Valencia Orduña, destacando su labor altruista y cívica a favor del municipio.
Actualmente un jardín de niños y una calle de esa población llevan el nombre de "José María Valencia Orduña" como reconocimiento a su labor comunitaria.
- Datos: Q5943634